# Hitomi Nakamichi
Hitomi Nakamichi (jap. 中道瞳  Nakamichi Hitomi; ur. 18 września 1985 w Jōyō, w Japonii) – japońska siatkarka grająca jako rozgrywająca. W 2010 r. zdobyła brązowy medal Mistrzostw Świata, rozgrywanych w Japonii.
Obecnie występuje w drużynie Toray Arrows.

## Sukcesy reprezentacyjne
- 2010 –  – Mistrzostwa Świata
- 2012 –  Igrzyska Olimpijskie

## Kariera
- Toray Arrows (2004–)